# College Zarządzania – Studia Akademickie
College Zarządzania – Studia Akademickie (COMAS) (hebr. המסלול האקדמי המכללה למינהל; ang. The College of Management - Academic Studies) jest college'em w Izraelu. Uczelnia jest położona w mieście Riszon le-Cijjon. Wydział komunikacji ma swoją siedzibę w osiedlu Migdale Ne’eman w mieście Tel Awiw.

## Historia
W latach 70. XX wieku pojawiła się w Izraelu potrzeba utworzenia nowego college’u, który umożliwiałby kształcenie młodzieży odrzuconej przez system edukacji zdominowany przez siedem silnych izraelskich uniwersytetów. Młodzież ta była zmuszona do wyjazdu za granicę, aby tam zdobywać stopnie naukowe umożliwiające dalszą karierę zawodową. Z tego powodu w 1978 utworzono College Zarządzania – Studia Akademickie. Od 1979 uczelnia przyznaje studentom tytuł Bachelor's degree.

## Wydziały
College posiada siedem jednostek akademickich:
- Szkoła Administracji Biznesu
- Szkoła Prawa
- Szkoła Studiów Medialnych
- Departament Ekonomii i Zarządzania
- Departament Nauk Behawioralnych
- Departament Nauk Behawioralnych - Program Kryminologii i Prawa Kryminalnego
- Departament Spraw Wewnętrznych
- Departament Nauk Komputerowych[2].

## Budynki College’u
Kampus College’u znajduje się w mieście Riszon le-Cijjon, na południe od Tel Awiwu. Na terenie kampusu znajduje się sześć jednostek akademickich. Kampus zajmuje powierzchnię 32,5 akrów. Planuje się rozbudowę kompleksu akademickiego do jedenastu budynków, wliczając w to domy akademickie i kompleks sportowy.
W październiku 2009 w północnej części Tel Awiwu wybudowano Szkołę Mediów, która podlega pod COMAS.